# Navibank Saigon FC
El Câu lạc bô Bóng đá Navibank Sài Gòn, conocido comúnmente como Navibank Sai Gon, es un equipo de fútbol de Vietnam que juega en la V-League, la liga de fútbol más importante del país.
Fue fundado en el año 1998 en la ciudad de Saigón con el nombre Quan Khu 4 Saragroup, el cual usaron por 10 años hasta que lo cambiaron oor el que usan actualmente. Nunca ha sido campeón de liga, pero ha ganado el título da Copa en 1 ocasión y ha sido finalista de la Supercopa 1 vez.
A nivel internacional ha participado en 1 torneo continental, en la Copa AFC del 2012, en la que fue eliminado en la fase de grupos por el Kelantan FC de Malasia, el Arema Malang de Indonesia y el Ayeyawady United FC de Birmania.

## Palmarés
- Primera División de Vietnam: 1

2008
- Copa de Vietnam: 1

2011
- Supercopa de Vietnam: 0
  - Finalista: 1

2011

## Participación en competiciones de la AFC
- Copa AFC: 1 aparición

2012 - Fase de grupos
| Temporada | Torneo   | Ronda          |                      | Club             | Casa | Visita |
| --------- | -------- | -------------- | -------------------- | ---------------- | ---- | ------ |
| 2012      | Copa AFC | Fase de grupos | Bandera de Malasia   | Kelantan         | 1-2  | 0-0    |
|           |          | Fase de grupos | Bandera de Indonesia | Arema            | 3-1  | 2-6    |
|           |          | Fase de grupos | Bandera de Birmania  | Ayeyawady United | 4-1  | 0-2    |

## Entrenadores desde el 2009
| Nombre             | Nacionalidad | Periodo   |
| ------------------ | ------------ | --------- |
| Vũ Quang Bảo       | Vietnam      | 2009-2010 |
| Phùng Thanh Phương | Vietnam      | 2010-2010 |
| Mai Đức Chung      | Vietnam      | 2010-2011 |
| Phạm Công Lộc      | Vietnam      | 2011-2012 |